# Stibaera minor
Stibaera minor là một loài bướm đêm trong họ Noctuidae.